# Pete Robbins

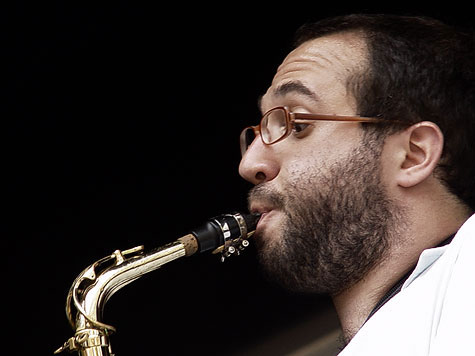
Pete Robbins

Pete Robbins (* 28. November 1978 in Andover (Massachusetts)) ist ein US-amerikanischer Jazz-Altsaxophonist, Komponist, Bandleader und Promoter.

## Biographie
Robbins graduierte 1997 an der Phillips Academy in Andover und studierte anschließend bis 2002 am New England Conservatory und der Tufts University. 
Er kam 2002 nach New York, wo er sogleich mit eigenen Gruppen arbeitete; er leitet die Bands Centric, Silent Z und ist Mitglied des Trios Robbins/Pavone/Sorey (mit dem Bassisten Mario Pavane und dem Schlagzeuger Tyshawn Sorey) mit Auftritten u. a. im New Yorker Cornelia Street Cafe und Tourneen in den USA und Europa, wo er auch auf dem Jazzfestival Kopenhagen gastierte. 
Neben seinen Musikeraktivitäten war Robbins 2004 als Kurator einer Jazz-Veranstaltungsreihe im Cornelia Street Café tätig, die von der Non-Profit-Organisation Music for America durchgeführt wurde. Dabei spielte Robbins’ Centric-Ensemble u. a. mit Dave Douglas, Uri Caine und Ravi Coltrane. Für seine kompositorischen Leistungen wurde er mit dem New Works: Creation and Presentation-Preis ausgezeichnet. Pete Robbins lebt und arbeitet in Brooklyn.

## Diskographische Hinweise
- Centric (Telepathy, 2002)
- Waits and Measures (Playscape, 2004)
- Do the Hate Laugh Shimmy (Fresh Sound (New Talent), 2008)
- Silent Z - Live (Hate Laugh Music, 2008)